# Europarlamentari dell'Italia della V legislatura
Gli europarlamentari dell'Italia della V legislatura, eletti in occasione delle elezioni europee del 1999, furono i seguenti.

## Riepilogo
| Lista | Lista                                       | Nord-ovest                                                                                   | Nord-est                                                                    | Centro | Sud                                                                                   | Isole    |
| --- | ------------------------------------------- | -------------------------------------------------------------------------------------------- | --------------------------------------------------------------------------- | --- | ------------------------------------------------------------------------------------- | -------- |
| | Forza Italia (seggi: 22)                    | Seggi: 7                                                                                     | Seggi: 4                                                                    | Seggi: 4 | Seggi: 5                                                                              | Seggi: 2 |
| - Silvio Berlusconi # - Raffaele Costa - Mario Mauro - Marcello Dell'Utri - Guido Podestà - Mario Mantovani - Francesco Fiori - Jas Gawronski | Forza Italia (seggi: 22)                    | - Silvio Berlusconi # - Vittorio Sgarbi - Renato Brunetta - Amalia Sartori - Giorgio Lisi    | - Silvio Berlusconi - Antonio Tajani - Stefano Zappalà - Enrico Ferri       | - Silvio Berlusconi # - Raffaele Fitto - Guido Viceconte - Giuseppe Gargani - Luigi Cesaro - Giuseppe Nisticò | - Silvio Berlusconi # - Francesco Musotto - Marcello Dell'Utri # - Umberto Scapagnini |          |
| | Democratici di Sinistra (seggi: 15)         | Seggi: 3                                                                                     | Seggi: 4                                                                    | Seggi: 4 | Seggi: 3                                                                              | Seggi: 1 |
| - Bruno Trentin - Gianni Vattimo - Fiorella Ghilardotti                                                                                       | Democratici di Sinistra (seggi: 15)         | - Elena Ornella Paciotti - Renzo Imbeni - Massimo Carraro - Demetrio Volcic                  | - Walter Veltroni - Pasqualina Napoletano - Giorgio Ruffolo - Guido Sacconi | - Giorgio Napolitano - Gianni Pittella - Vincenzo Lavarra                                                     | - Claudio Fava                                                                        |          |
| | Alleanza Nazionale - Patto Segni (seggi: 9) | Seggi: 2                                                                                     | Seggi: 1                                                                    | Seggi: 3 | Seggi: 2                                                                              | Seggi: 1 |
| - Gianfranco Fini # - Mariotto Segni - Cristiana Muscardini                                                                                   | Alleanza Nazionale - Patto Segni (seggi: 9) | - Gianfranco Fini # - Sergio Berlato                                                         | - Gianfranco Fini - Roberta Angelilli - Mariotto Segni # - Franz Turchi     | - Gianfranco Fini # - Adriana Poli Bortone - Mauro Nobilia                                                    | - Gianfranco Fini # - Nello Musumeci                                                  |          |
| | Lista Emma Bonino (seggi: 7)                | Seggi: 3                                                                                     | Seggi: 2                                                                    | Seggi: 1 | Seggi: 1                                                                              | Seggi: - |
| - Emma Bonino - Marco Pannella # - Olivier Dupuis - Benedetto Della Vedova                                                                    | Lista Emma Bonino (seggi: 7)                | - Emma Bonino # - Marco Pannella # - Olivier Dupuis # - Gianfranco Dell'Alba - Marco Cappato | - Emma Bonino # - Marco Pannella                                            | - Emma Bonino # - Marco Pannella # - Maurizio Turco                                                           | –                                                                                     |          |
| | I Democratici (seggi: 6)                    | Seggi: 2                                                                                     | Seggi: 1                                                                    | Seggi: 1 | Seggi: 2                                                                              | Seggi: - |
| - Antonio Di Pietro - Massimo Cacciari | I Democratici (seggi: 6)                    | - Antonio Di Pietro # - Paolo Costa                                                          | - Francesco Rutelli                                                         | - Antonio Di Pietro # - Giovanni Procacci - Massimo Cacciari # - Pietro Mennea                                | –                                                                                     |          |
| | Lega Nord (seggi: 4)                        | Seggi: 3                                                                                     | Seggi:                                                                      | Seggi: - | Seggi: -                                                                              | Seggi: - |
| - Umberto Bossi - Marco Formentini - Francesco Speroni                                                                                        | Lega Nord (seggi: 4)                        | - Umberto Bossi # - Gian Paolo Gobbo                                                         | –                                                                           | – | –                                                                                     |          |
| | Rifondazione Comunista (seggi: 4)           | Seggi: 1                                                                                     | Seggi: 1                                                                    | Seggi: 1 | Seggi: 1                                                                              | Seggi: - |
| - Fausto Bertinotti # - Luigi Vinci | Rifondazione Comunista (seggi: 4)           | - Fausto Bertinotti                                                                          | - Fausto Bertinotti # - Luisa Morgantini                                    | - Fausto Bertinotti # - Giuseppe Di Lello Finuoli                                                             | –                                                                                     |          |
| | Partito Popolare Italiano (seggi: 4)        | Seggi: 1                                                                                     | Seggi: -                                                                    | Seggi: 1 | Seggi: 1                                                                              | Seggi: 1 |
| - Guido Bodrato | Partito Popolare Italiano (seggi: 4)        | –                                                                                            | - Franco Marini                                                             | - Ciriaco De Mita                                                                                             | - Luigi Cocilovo                                                                      |          |
| | Centro Cristiano Democratico (seggi: 2)     | Seggi: -                                                                                     | Seggi: -                                                                    | Seggi: - | Seggi: 1                                                                              | Seggi: 1 |
| – | Centro Cristiano Democratico (seggi: 2)     | –                                                                                            | –                                                                           | - Pier Ferdinando Casini                                                                                      | - Raffaele Lombardo                                                                   |          |
| | Socialisti Democratici Italiani (seggi: 2)  | Seggi: -                                                                                     | Seggi: -                                                                    | Seggi: 1 | Seggi: 1                                                                              | Seggi: - |
| – | Socialisti Democratici Italiani (seggi: 2)  | –                                                                                            | - Claudio Martelli                                                          | - Enrico Boselli                                                                                              | –                                                                                     |          |
| | Cristiani Democratici Uniti (seggi: 2)      | Seggi: 1                                                                                     | Seggi: -                                                                    | Seggi: - | Seggi: 1                                                                              | Seggi: - |
| - Rocco Buttiglione | Cristiani Democratici Uniti (seggi: 2)      | –                                                                                            | –                                                                           | - Vitaliano Gemelli                                                                                           | –                                                                                     |          |
| | Comunisti Italiani (seggi: 2)               | Seggi: 1                                                                                     | Seggi: -                                                                    | Seggi: 1 | Seggi: -                                                                              | Seggi: - |
| - Armando Cossutta | Comunisti Italiani (seggi: 2)               | –                                                                                            | - Armando Cossutta # - Lucio Manisco                                        | – | –                                                                                     |          |
| | Federazione dei Verdi (seggi: 2)            | Seggi: 1                                                                                     | Seggi: 1                                                                    | Seggi: - | Seggi: -                                                                              | Seggi: - |
| - Giorgio Celli | Federazione dei Verdi (seggi: 2)            | - Reinhold Messner                                                                           | –                                                                           | – | –                                                                                     |          |
| | Udeur (seggi: 1)                            | Seggi: -                                                                                     | Seggi: -                                                                    | Seggi: - | Seggi: 1                                                                              | Seggi: - |
| – | Udeur (seggi: 1)                            | –                                                                                            | –                                                                           | - Clemente Mastella                                                                                           | –                                                                                     |          |
| | Fiamma Tricolore (seggi: 1)                 | Seggi: -                                                                                     | Seggi: -                                                                    | Seggi: - | Seggi: 1                                                                              | Seggi: - |
| – | Fiamma Tricolore (seggi: 1)                 | –                                                                                            | –                                                                           | - Roberto Felice Bigliardo                                                                                    | –                                                                                     |          |
| | Rinnovamento Italiano (seggi: 1)            | Seggi: -                                                                                     | Seggi: -                                                                    | Seggi: - | Seggi: 1                                                                              | Seggi: - |
| – | Rinnovamento Italiano (seggi: 1)            | –                                                                                            | –                                                                           | - Pino Pisicchio                                                                                              | –                                                                                     |          |
| | Partito Pensionati (seggi: 1)               | Seggi: 1                                                                                     | Seggi: -                                                                    | Seggi: - | Seggi: -                                                                              | Seggi: - |
| - Carlo Fatuzzo | Partito Pensionati (seggi: 1)               | –                                                                                            | –                                                                           | – | –                                                                                     |          |
| | Partito Repubblicano Italiano (seggi: 1)    | Seggi: -                                                                                     | Seggi: -                                                                    | Seggi: 1 | Seggi: -                                                                              | Seggi: - |
| – | Partito Repubblicano Italiano (seggi: 1)    | –                                                                                            | - Luciana Sbarbati                                                          | – | –                                                                                     |          |
| | Südtiroler Volkspartei (seggi: 1)           | Seggi: -                                                                                     | Seggi: 1                                                                    | Seggi: - | Seggi: -                                                                              | Seggi: - |
| – | Südtiroler Volkspartei (seggi: 1)           | - Michl Ebner                                                                                | –                                                                           | – | –                                                                                     |          |
| Totale | Totale                                      | 26                                                                                           | 16                                                                          | 18 | 21                                                                                    | 6        |

- Nota: # opta per altra circoscrizione.

## Composizione storica
| Europarlamentare          | Lista                           | Gruppo    |
| ------------------------- | ------------------------------- | --------- |
| Roberta Angelilli         | Alleanza Nazionale              | NI        |
| Sergio Berlato            | Alleanza Nazionale              | NI        |
| Silvio Berlusconi         | Forza Italia                    | PPE-DE    |
| Fausto Bertinotti         | Rifondazione Comunista          | GUE/NGL   |
| Roberto Felice Bigliardo  | Fiamma Tricolore                | GTI       |
| Guido Bodrato             | Partito Popolare Italiano       | PPE-DE    |
| Emma Bonino               | Lista Emma Bonino               | GTI       |
| Enrico Boselli            | Socialisti Democratici Italiani | PSE       |
| Umberto Bossi             | Lega Nord                       | GTI       |
| Renato Brunetta           | Forza Italia                    | PPE-DE    |
| Rocco Buttiglione         | Cristiani Democratici Uniti     | PPE-DE    |
| Massimo Cacciari          | I Democratici                   | ELDR      |
| Marco Cappato             | Lista Emma Bonino               | GTI       |
| Massimo Carraro           | Democratici di Sinistra         | PSE       |
| Pier Ferdinando Casini    | Centro Cristiano Democratico    | PPE-DE    |
| Giorgio Celli             | Federazione dei Verdi           | Verdi/ALE |
| Luigi Cesaro              | Forza Italia                    | PPE-DE    |
| Luigi Cocilovo            | Partito Popolare Italiano       | PPE-DE    |
| Armando Cossutta          | Comunisti Italiani              | GUE/NGL   |
| Paolo Costa               | I Democratici                   | ELDR      |
| Raffaele Costa            | Forza Italia                    | PPE-DE    |
| Gianfranco Dell'Alba      | Lista Emma Bonino               | GTI       |
| Benedetto Della Vedova    | Lista Emma Bonino               | GTI       |
| Marcello Dell'Utri        | Forza Italia                    | PPE-DE    |
| Luigi Ciriaco De Mita     | Partito Popolare Italiano       | PPE-DE    |
| Giuseppe Di Lello Finuoli | Rifondazione Comunista          | GUE/NGL   |
| Antonio Di Pietro         | I Democratici                   | ELDR      |
| Olivier Dupuis            | Lista Emma Bonino               | GTI       |
| Michl Ebner               | Südtiroler Volkspartei          | PPE-DE    |
| Carlo Fatuzzo             | Partito Pensionati              | PPE-DE    |
| Claudio Fava              | Democratici di Sinistra         | PSE       |
| Enrico Ferri              | Forza Italia                    | PPE-DE    |
| Gianfranco Fini           | Alleanza Nazionale              | NI        |
| Francesco Fiori           | Forza Italia                    | PPE-DE    |
| Raffaele Fitto            | Forza Italia                    | PPE-DE    |
| Marco Formentini          | Lega Nord                       | NI        |
| Giuseppe Gargani          | Forza Italia                    | PPE-DE    |
| Jas Gawronski             | Forza Italia                    | PPE-DE    |
| Vitaliano Gemelli         | Cristiani Democratici Uniti     | PPE-DE    |
| Fiorella Ghilardotti      | Democratici di Sinistra         | PSE       |
| Gian Paolo Gobbo          | Lega Nord                       | GTI       |
| Renzo Imbeni              | Democratici di Sinistra         | PSE       |
| Vincenzo Lavarra          | Democratici di Sinistra         | PSE       |
| Giorgio Lisi              | Forza Italia                    | PPE-DE    |
| Raffaele Lombardo         | Centro Cristiano Democratico    | PPE-DE    |
| Lucio Manisco             | Comunisti Italiani              | GUE/NGL   |
| Mario Mantovani           | Forza Italia                    | PPE-DE    |
| Franco Marini             | Partito Popolare Italiano       | PPE-DE    |
| Claudio Martelli          | Socialisti Democratici Italiani | PSE       |
| Clemente Mastella         | Udeur                           | PPE-DE    |
| Mario Mauro               | Forza Italia                    | PPE-DE    |
| Pietro Paolo Mennea       | I Democratici                   | ELDR      |
| Reinhold Messner          | Federazione dei Verdi           | Verdi/ALE |
| Luisa Morgantini          | Rifondazione Comunista          | GUE/NGL   |
| Cristiana Muscardini      | Alleanza Nazionale              | NI        |
| Francesco Musotto         | Forza Italia                    | PPE-DE    |
| Nello Musumeci            | Alleanza Nazionale              | NI        |
| Pasqualina Napoletano     | Democratici di Sinistra         | PSE       |
| Giorgio Napolitano        | Democratici di Sinistra         | PSE       |
| Giuseppe Nisticò          | Forza Italia                    | PPE-DE    |
| Mauro Nobilia             | Alleanza Nazionale              | NI        |
| Elena Ornella Paciotti    | Democratici di Sinistra         | PSE       |
| Marco Pannella            | Lista Emma Bonino               | GTI       |
| Giuseppe Pisicchio        | Rinnovamento Italiano           | PPE-DE    |
| Gianni Pittella           | Democratici di Sinistra         | PSE       |
| Guido Podestà             | Forza Italia                    | PPE-DE    |
| Adriana Poli Bortone      | Alleanza Nazionale              | NI        |
| Giovanni Procacci         | I Democratici                   | ELDR      |
| Giorgio Ruffolo           | Democratici di Sinistra         | PSE       |
| Francesco Rutelli         | I Democratici                   | ELDR      |
| Guido Sacconi             | Democratici di Sinistra         | PSE       |
| Amalia Sartori            | Forza Italia                    | PPE-DE    |
| Luciana Sbarbati          | Partito Repubblicano Italiano   | ELDR      |
| Umberto Scapagnini        | Forza Italia                    | PPE-DE    |
| Mariotto Segni            | Patto Segni                     | NI        |
| Vittorio Sgarbi           | Forza Italia                    | PPE-DE    |
| Francesco Enrico Speroni  | Lega Nord                       | GTI       |
| Antonio Tajani            | Forza Italia                    | PPE-DE    |
| Bruno Trentin             | Democratici di Sinistra         | PSE       |
| Franz Turchi              | Alleanza Nazionale              | NI        |
| Maurizio Turco            | Lista Emma Bonino               | GTI       |
| Gianni Vattimo            | Democratici di Sinistra         | PSE       |
| Walter Veltroni           | Democratici di Sinistra         | PSE       |
| Guido Viceconte           | Forza Italia                    | PPE-DE    |
| Luigi Vinci               | Rifondazione Comunista          | GUE/NGL   |
| Demetrio Volcic           | Democratici di Sinistra         | PSE       |
| Stefano Zappalà           | Forza Italia                    | PPE-DE    |

## Modifiche intervenute

### Forza Italia
- In data 21.06.2000 a Raffaele Fitto subentra Generoso Andria.
- In data 14.06.2001 a Silvio Berlusconi subentra Paolo Bartolozzi.
- In data 14.06.2001 a Guido Viceconte subentra Domenico Mennitti.
- In data 14.06.2001 a Vittorio Sgarbi subentra Giacomo Santini.

### Alleanza Nazionale - Patto Segni
- In data 14.06.2001 a Gianfranco Fini subentra Massimo Corsaro.
- In data 19.07.2001 a Massimo Corsaro subentra Antonio Mussa.

### I Democratici
- In data 21.06.2000 a Massimo Cacciari subentra Luciano Caveri (Union Valdôtaine, collegata alla lista I Democratici).
- In data 03.09.2003 a Luciano Caveri subentra Giorgio Calò (I Democratici/Italia dei Valori).

### Lega Nord
- In data 14.06.2001 a Umberto Bossi subentra Mario Borghezio.

### Centro Cristiano Democratico
- In data 03.07.2001 a Pier Ferdinando Casini subentra Giuseppe Brienza.

### Cristiani Democratici Uniti
- In data 14.06.2001 a Rocco Buttiglione subentra Paolo Pastorelli.

### Modifiche nella composizione dei gruppi e nella rappresentanza dei partiti politici nazionali
- In data 21.07.1999 gli europarlamentari di Alleanza Nazionale - Patto Segni lasciano il gruppo NI e aderiscono al gruppo UEN.
- In data 05.10.1999 Marco Formentini lascia il gruppo NI e aderisce al gruppo ELDR; in data 21.03.2002 lascia la Lega Nord e aderisce a I Democratici.
- In data 14.06.2000 Pietro Mennea lascia I Democratici e aderisce all'Italia dei Valori; in data 04.02.2002 aderisce a Forza Italia, lascia il gruppo ELDR e aderisce al gruppo PPE-DE; in data 08.07.2003 lascia Forza Italia e aderisce al gruppo NI; in data 27.10.2003 aderisce ai Liberali Democratici Europei.
- In data 30.08.2000 Claudio Martelli lascia il gruppo PSE e aderisce al gruppo NI; in data 15.11.2000 aderisce al gruppo GTI; in data 03.10.2001 aderisce al gruppo NI; in data 19.12.2001 aderisce al gruppo ELDR.
- In data 05.09.2000 Roberto Felice Bigliardo lascia la Fiamma Tricolore e aderisce al Movimento Sociale Europeo; in data 01.06.2001 aderisce ad Alleanza Nazionale; in data 01.10.2001 lascia il gruppo GTI e aderisce al gruppo UEN.